# Thomas Lurz
Thomas Lurz (ur. 28 listopada 1979 w Würzburgu) – niemiecki pływak, dwukrotny medalista igrzysk olimpijskich, pięciokrotny mistrz świata.
Lurz specjalizuje się w pływaniu na długich dystansach, 5 km i 10 km. Do jego największych osiągnięć zalicza się zdobycie dwóch medali podczas igrzysk olimpijskich. Pierwszy, brązowy, wywalczył w 2008 roku w Pekinie, a drugi, srebrny, cztery lata później w Londynie. W obu wyścigach płynął w konkurencji 10 km.
Na mistrzostwach świata cztery razy Niemiec zdobywał złoty medal na długości 5 km. Najpierw dokonał tego w 2005 roku w Montrealu, dwa lata później w Melbourne, w 2009 roku w Rzymie, a w 2011 w Szanghaju. W Rzymie Lurz wygrał również złoty medal na 10 km. W 2013 roku w Barcelonie wywalczył złoto w wyścigu drużynowym; srebro indywidualnie na 10 km i brąz na dystansie o połowę krótszym. Łącznie na mistrzostwach świata Lurz wywalczył dwanaście medali.
Jest szwagrem Anniki Lurz, byłej niemieckiej pływaczki.